# Megaduque
Mega-duque ou grão-duque (em grego: μέγας δούξ ou μεγαδούξ; romaniz.: Megas doux; em latim: megadux ou megaduke) era um dos títulos mais altos da hierarquia (sendo o quarto em importância depois do imperador) do Império Bizantino Tardio, denotando o comandante-em-chefe da marinha bizantina (correspondente aos atuais almirantes navais). A palavra grega δούξ é a forma helenizada da palavra latina dux (duque), que significa líder ou comandante.

## História e funções

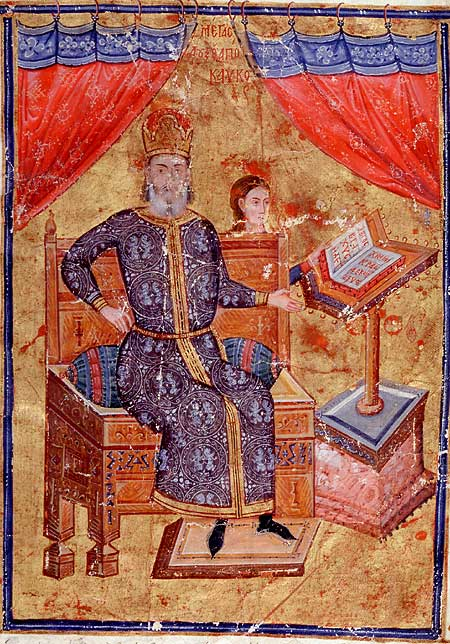
Aleixo Apocauco

O ofício foi inicialmente criado por Aleixo I Comneno (r. 1081–1118), que reformou a abandonada marinha bizantina e amalgamou os restos dos vários esquadrões provinciais em uma força unificada sob o mega-duque. João Ducas, o cunhado do imperador, é geralmente considerado como tendo sido o primeiro a apossar-se do título, sendo elevado a ele em 1092, quando foi encarregado de suprimir os emir turco Tzacas. Há, todavia, um documento datado de 1085 onde um monge chamado Nicetas assinou como supervisor das propriedades de um mega-duque não nomeado. O ofício de "duque da frota" (em grego: δούξ τοῦ στόλου), com responsabilidades semelhantes e, portanto, talvez um precursor do cargo de mega-duque, também é mencionado no período, sendo dado em ca. 1086 Manuel Butumita e em 1090 Constantino Dalasseno.
João Ducas, o primeiro mega-duque conhecido, conduziu campanhas tanto por mar como por terra e foi responsável pelo restabelecimento do controle bizantino sobre o Egeu e as ilhas de Creta e Chipre nos anos 1092-1093 e sobre a Anatólia em 1097. A partir deste momento ao mega-duque era também dado o controle geral dos temas de Hélade, Peloponeso e Creta, que principalmente forneceram homens e recursos para a frota bizantina. Contudo, desde que o mega-duque era um oficial sênior do império, e estava principalmente envolvido com o governo central e várias campanhas militares, de facto o governança destas províncias repousou sobre um Pretor e vários líderes locais. Durante o século XII, o posto foi dominado pela família Contostefano; um destes membros, o mega-duque Andrónico Contostefano foi um dos mais importantes oficiais do imperador Manuel I Comneno (r. 1143–1180), ajudando-o a alcançar muitas vitórias navais e terrestres.
Com o virtual desaparecimento da frota bizantina após a Quarta Cruzada, o título foi mantido como um título honorífico do Império de Niceia, onde Miguel VIII Paleólogo (r. 1258–1261) assumiu o título quando ele se tornou regente de João IV Láscaris (r. 1258–1261). Foi também usado pelo Império Latino: em 1207 o imperador latino deu a ilha de Lemnos e o título hereditário de megaduque (megadux) para o veneziano Filocalo Navigajoso ("imperiali privilegio Imperii Megaducha est effectus"). Seus descendentes herdaram o título e o estado de Lemnos até serem expulsos pelos bizantinos em 1278.
Após a recuperação de Constantinopla em 1261, o mega-duque regressou a sua antiga função como comandante-em-chefe da marinha, e manteve-se em uma alta posição na hierarquia bizantina; era o sexto abaixo do imperador e esteve entre o protovestiário e o protoestrator. Como tal, era também, por vezes, conferido a estrangeiros à serviço imperial, dos quais o mais notável foi o italiano Licário que recuperou muitas ilhas do mar Egeu para o imperador Miguel VIII Paleólogo, e Rogério de Flor, chefe da Companhia Catalã. Depois de meados do século XIV, o ofício era, por vezes, ocupado em conjunto com o ofício de mesazonte, o chefe do secretariado imperial. Nesta capacidade, Aleixo Apocauco serviu como um dos principais membros do governo imperial durante a Guerra civil bizantina de 1341-1347, apoiando João V Paleólogo (r. 1341–1391) contra João VI Cantacuzeno (r. 1347–1354). O último e talvez o mais famoso mega-duque foi Lucas Notaras, que serviu sob Constantino XI Paleólogo (r. 1449–1453), até a queda de Constantinopla.

## Lista de titulares conhecidos
| Nome                      | Mandato                                                       | Nomeado por                                  | Observações | Ref.                 |
| ------------------------- | ------------------------------------------------------------- | -------------------------------------------- | --- | -------------------- |
| João Ducas                | 1092 – desconhecido                                           | Aleixo I Comneno                             | Cunhado de Aleixo I, previamente governador de Dirráquio. | [ 1 ]                |
| Landulfo                  | 1099–1105                                                     | Aleixo I Comneno                             | Almirante de origem ocidental. | [ 16 ] [ 17 ]        |
| Isaac Contostefano        | 1105–1108                                                     | Aleixo I Comneno                             | Demitido por sua incompetência nas guerras contra Boemundo. | [ 16 ] [ 18 ]        |
| Mariano Maurocatacalo     | 1108 - desconhecido                                           | Aleixo I Comneno                             | Sucessor de Isaac Contostefano. | [ 16 ] [ 19 ]        |
| Eumácio Filocala          | Após 1112 - após 1118                                         | Aleixo I Comneno                             | Anteriormente oficial judicial na Grécia e governador do Chipre. | [ 20 ] [ 21 ]        |
| Constantino Opos          | Desconhecido                                                  | Aleixo I Comneno                             | Distinto general nas campanhas contra os turcos. | [ 22 ]               |
| Leão Nicerita             | Desconhecido                                                  | Aleixo I Comneno                             | Eunuco, anteriormente governador na Bulgária e no Peloponeso. | [ 22 ]               |
| Nicéforo Vatatzes         | Desconhecido                                                  | Aleixo I Comneno (?)                         | Conhecido apenas por um selo, possivelmente datado do reinado de Aleixo I. | [ 22 ]               |
| Estêvão Contostefano      | Ca. 1145 (?) – 1149                                           | Manuel I Comneno                             | Cunhado de Manuel I, foi morto em ofício em 1149. | [ 23 ]               |
| Aleixo Comneno            | Ca. 1155 – após 1161                                          | Manuel I Comneno                             | Filha de Ana Comnena e Nicéforo Briênio, o Jovem. | [ 22 ]               |
| Andrónico Contostefano    | Após 1161 – 1182                                              | Manuel I Comneno                             | Sobrinho de Manuel, foi o mais confiável e distinto general de Manuel. Foi cegado por Andrônico I Comneno em 1182. | [ 24 ]               |
| João Ducas Comneno        | Desconhecido                                                  | Manuel I Comneno                             | Sobrinho de Manuel I, filho do sebastocrator Andrônico Comneno. Pereceu em Miriocéfalo em 1176. | [ 23 ]               |
| Constantino Ângelo        | Desconhecido                                                  | Isaac II Ângelo                              | Governador de Filipópolis, liderou uma fracassada tentativa de usurpação. | [ 25 ]               |
| Miguel Estrifno           | Ca. – após 1201/1202                                          | Aleixo III Ângelo                            | Um favorito de Aleixo III, vendeu equipamentos da frota para enriquecer. | [ 26 ]               |
| Teódoto Focas             | Ca. 1210                                                      | Teodoro I Láscaris                           | Tio de Teodoro I, imperador de Niceia, é conhecido apenas através de um título de propriedade monástica datado entre 1206-1212. | [ 27 ]               |
| Miguel Paleólogo          | 1258                                                          | João IV Láscaris                             | Futuro imperador Miguel VIII, assumiu o ofício após a morte de Jorge Muzalon, quando ele foi nomeado regente do jovem João IV. Ele foi logo após elevado a déspota e eventualmente a imperador. | [ 27 ]               |
| Miguel Láscaris           | 1259 – ca. 1272                                               | Miguel VIII Paleólogo                        | Irmão de Teodoro I, devido a sua idade avançada nunca ostentou o comando da frota. Manteve o título até sua morte. | [ 28 ]               |
| Aleixo Ducas Filantropeno | Ca. 1272 – ca. 1275                                           | Michael VIII Paleólogo                       | Anteriormente protoestrator e de facto comandante da frota desde ca. 1263. Manteve o título de mega-duque até sua morte. | [ 29 ]               |
| Licário                   | Ca. 1275 – desconhecido                                       | Miguel VIII Paleólogo                        | Renegado italiano que à serviço bizantino conquistou Negroponte e muitas ilhas egeias. | [ 30 ]               |
| Rogério de Flor           | 1303–1304                                                     | Andrônico II Paleólogo                       | Líder da mercenária Companhia Catalã. Renunciou ao posto em 1304 em favor de seu tenente, Berengário de Entença, e foi assassinato poucos meses depois. | [ 30 ]               |
| Berengário de Entença     | 1304–1305                                                     | Andrônico II Paleólogo                       | Tenente e sucessor de Rogério de Flor como líder da Campanha Catalão. Renegou ao ofício após discordar com o imperador. | [ 31 ] [ 32 ]        |
| Fernando Gimenes de Areno | 1307/1308 – desconhecido                                      | Andrônico II Paleólogo                       | Um dos líderes da Companhia Catalã, foi nomeado mega-duque quando desertou em favor dos bizantinos. | [ 33 ] [ 34 ]        |
| Sirgianes Paleólogo       | 1321–1322                                                     | Andrônico II Comneno                         | Um dos principais partidários do jovem Andrônico III Paleólogo na Guerra civil bizantina de 1321-1328, desertou em nome de Andrônico II, que o recompensou com o ofício de mega-duque. Depois de conspirar contra ele também, ele foi preso. | [ 33 ] [ 35 ] [ 36 ] |
| Isaac Asen                | Desconhecido – 1341                                           | Andrônico III Paleólogo                      | Substituído no ofício por Aleixo Apocauco | [ 33 ]               |
| Aleixo Apocauco           | 1341–1345                                                     | Andrônico III Paleólogo João V Paleólogo     | Ex-partidário e protegido de João Cantacuzeno, Apocauco foi instrumental no início da Guerra civil bizantina de 1341-1347, e até seu assassinato em 1345 liderou a regência anti-cantacuzenista de João V. | [ 33 ] [ 37 ]        |
| Nicetas Escolário         | Maio de 1344 – novembro de 1345 13 de dezembro de 1349 – 1357 | Miguel Mega Comneno                          | Nomeado por ter liderado, com a fação dos escolários, a deposição de João III, filho de Miguel Comneno, e a libertação do último de seu cativeiro em Límnia. Foi preso pela população de Trebizonda em novembro de 1345, mas foi recolocado em sua posição por Miguel em 13 de dezembro de 1349, que manteve até sua prisão por Aleixo III em 1357. | [ 38 ]               |
| Asomaciano Tzâmplaco      | Ca. 1348                                                      | João VI Cantacuzeno                          | Chefe da frota durante a guerra bizantino-genovesa de 1348-1349. Morreu pouco antes de 1336. | [ 33 ] [ 39 ]        |
| [Paulo](?) Mamona         | Começo do século XV                                           | Manuel II Paleólogo                          | A família Mamona foram os governantes hereditários de Monemvasia | [ 15 ]               |
| Manuel                    | Desconhecido – 1410                                           | Manuel II Paleólogo                          | Mencionado apenas em uma crônica anônima como morrendo de uma epidemia em 1410. | [ 15 ]               |
| Paraspôndelo              | ca. 1437                                                      | João VIII Paleólogo                          | Conhecido apenas como sogro de Demétrio Paleólogo. | [ 15 ]               |
| Lucas Notaras             | Após 1441 – 1453                                              | João VIII Paleólogo Constantino XI Paleólogo | Notaras serviu tanto João VIII como Constantino XI como ministro chefe, e foi executado pelos otomanos após a queda de Constantinopla. | [ 15 ]               |